# Amt Flintbek
Het Amt Flintbek is een Amt in de Duitse deelstaat Sleeswijk-Holstein. Het ontstond bij de bestuurlijke herindeling in de deelstaat in 1970. Flintbek omvat de volgende vier gemeenten in de Kreis Rendsburg-Eckernförde:
- Böhnhusen,
- Flintbek,
- Schönhorst,
- Techelsdorf.